# 데브시스터즈
주식회사 데브시스터즈(Devsisters)는 모바일 게임 및 캐릭터상품사업을 주요 사업으로 하는 대한민국의 게임 개발 기업이다. 2007년 5월 30일, 주식회사 익스트라스탠다드로 설립되었으며 2010년 3월, 상호명을 데브시스터즈 주식회사로 변경하였다. 대표작으로 2013년 4월에 개발한 《쿠키런 for kakao》와 2016년 10월에 개발한 《쿠키런: 오븐브레이크》, 그리고 2021년 1월에 개발한 《쿠키런: 킹덤》 등의 쿠키런 시리즈가 있다.

## 연혁
연혁은 다음과 같다.
- 2007년 5월 30일: 주식회사 익스트라스탠다드 설립
- 2009년 1월 20일: 상호명 모블리에 주식회사로 변경
- 2010년 3월: 상호명 데브시스터즈 주식회사로 변경
- 2010년 6월: 컴투스 투자 유치
- 2010년 12월: 모바일 게임 《OvenBreak Infinity》 출시
- 2010년 12월: 벤처기업 인증 기술평가보증기업, 기술보증기금
- 2011년 2월: 품질경영인증 ISO 9001:2008
- 2012년 4월: 모바일 게임 《Get THAT Mish!》 출시
- 2012년 11월: 《OvenBreak2》 출시
- 2013년 4월: 《쿠키런 for kakao》 출시
- 2013년 5월: 《쿠키런 for kakao》 구글 플레이 한국 1위 달성
- 2013년 7월: 벤처기업 인증(벤처투자기업)
- 2013년 7월: 《쿠키런 for kakao》 가입자 수 1천만명 돌파
- 2013년 11월: 2013 대한민국 게임대상 게임캐릭터 부문 수상, 한국인터넷디지털엔터테인먼트협회
- 2014년 1월: 《LINE Cookie Run》 출시
- 2014년 4월: World Top 52 Mobile Game Publisher of 2013, 36위 선정
- 2014년 5월: 《쿠키런 문질문질 for Kakao》 출시(NHN 엔터테인먼트 제작)
- 2014년 7월: 코스닥 상장예비심사 통과
- 2014년 10월: 코스닥 시장 상장
- 2016년 6월 30일: 《쿠키런 문질문질 for Kakao》서비스 종료
- 2016년 10월 27일: 《쿠키런: 오븐브레이크》 출시
- 2018년 8월 23일: 《쿠키워즈》 출시
- 2020년 1월 16일: 《안녕! 용감한 쿠키들》 출시
- 2020년 5월 7일: 《파티파티 데코플레이》출시
- 2020년 5월 15일: 《쿠키워즈》 서비스 종료
- 2020년 7월 30일: 《안녕! 용감한 쿠키들》이 《쿠키런: 퍼즐 월드》로 제목을 변경함
- 2021년 1월 21일: 《쿠키런: 킹덤》 출시
- 2022년 3월 30일: 《파티파티 데코플레이》서비스 종료
- 2024년 3월 15일: 《쿠키런: 마녀의 성》 출시
- 2024년 6월 26일: 《쿠키런 모험의 탑》 출시

### 소재지
- 2010년 5월 30일: 서울특별시 강남구 신사동 634-5 글로벌메디컬빌딩 3층
- 2011년 8월 16일: 서울특별시 강남구 신사동 621-2 엠제이빌딩 1층
- 2013년 8월 26일: 서울특별시 강남구 강남대로 162길 35, 1층 101호
- 2014년 8월 13일: 서울특별시 강남구 언주로 152길 12
- 2017년 1월: 서울특별시 강남구 도산대로 327

### 대표이사
데브시스터즈 주식회사의 공동대표이사는 이지훈과 김종흔이다.

## 회사의 사업

### 게임 관련
데브시스터즈 주식회사는 《쿠키런》 하나의 게임만을 개발 및 퍼블리싱 하고 있다. 2009년 4월 소셜 파티 게임 《Obey!》의 출시를 시작으로 《쿠키런 for Kakao》 출시 전까지 10개 이상의 모바일 게임을 출시하였다. 2010년 12월, 《쿠키런》의 전신인 《OvenBreak》를 출시하였고 그 외에도 다양한 모바일 게임 개발 및 출시를 통해 성공과 실패를 반복하면서 현재 쿠키런 시리즈의 성공의 기틀을 마련하였다. 데브시스터즈의 이지훈 대표는 데브시스터즈의 게임 기획 능력을 강조했다. 한국에 아이폰이 출시되기 전부터 모바일 게임을 만들어왔고 한국의 모바일 시대 이전에 5년 간 해외 시장에서 쌓은 경험이 쿠키런과 데브시스터즈를 성장시킬 수 있다고 얘기했다.

#### 해외 진출
《LINE COOKIE RUN》은 《쿠키런》을 해외로 확장시켜주는 역할을 했다. 지난 2014년 1월 29일 글로벌 모바일 메신저 라인을 통해 서비스를 시작한 《LINE COOKIE RUN》은 출시 직후 일본, 중화민국, 타이 등을 포함한 10개 국가 앱 스토어에서 무료 다운로드 1위를 달성하는 등 폭발적인 상승세를 이어나갔다. 이를 통해 출시 한달만에 1000만 다운로드를 달성하였다.

#### 협력 관계
데브시스터즈는 NHN 엔터테인먼트(브랜드 TOAST)와 합작하여 모바일 게임 《쿠키런 문질문질》을 출시하였다. 데브시스터즈는 《쿠키런》의 IP를 빌려주었고 이는 동종 업계간의 관계를 돈독하게 하여 그들의 핵심역량을 강화하며 타 게임에서의 이벤트를 열어 《쿠키런》의 신규 유저를 더 많이 확보할 수 있다.

### 캐릭터상품 사업[5]
《쿠키런》 딱지, 도서, 퍼즐, 양말, 캐릭터 인형 등 다양한 상품을 출시하고 있다. 《쿠키런》 관련 다양한 상품을 팔고 있는 곳은 www.cookierunmall.com으로 'FIGURES & TOYS' 항목에서는 피규어와 장난감을, 'SPECIAL'항목에서는 쿠션을, 'DESK'에서는 필통, 펜, 공책, 메모지를, 'LIFE STYLE'에서는 가방(에코백, 숄더백), 보틀, 파우치, 티셔츠, 폰케이스를 팔고 있다.(2016년 12월 31일자로 서비스가 종료되었다.)

## 회사의 특징

### 하나의 라인업
여러 종류의 게임을 개발 및 퍼블리싱하는 타 모바일 게임사와는 다르게 데브시스터즈는 《쿠키런》 단 하나의 게임만을 밀고 있다. 이들이 '쿠키'를 선택한 이유는 매우 영리하다. 해외진출을 위해 국가간 호불호가 갈리지 않는 범세계적인 쿠키라는 캐릭터를 선정하였고 다른 모바일 게임사처럼 다양한 게임을 개발 및 퍼블리싱하지 않고 쿠키런 한 가지에 집중하고 있다. 이들의 목표는 슈퍼마리오와 같은 하나의 강력한 IP를 구축하는 것이다. 2014년 9월 17일, 서울 여의도에서 향후 사업 전략에 대한 간담회에서 이와 같은 사실을 밝혔다. 따라서 게임 내에 통일된 세계관 설정을 부여하고 있으며 단일 IP를 밀고 나가고 있다.

### 코스닥 상장
2014년 10월 6일, 데브시스터즈는 코스닥 상장에 성공하였다.

### 창업투자회사 설립
데브시스터즈가 모바일 게임 분야에 특화된 전문 창업투자회사 데브시스터즈벤처스를 설립하고 제 2의 데브시스터즈 발굴에 나섰다. 대표는 전 NHN 엔터테인먼트 사업개발실 이사 최형규이며 우수한 역량을 갖춘 모바일 게임사를 발굴하고 투자하는 것을 목표로 하고 있다. 자본금 규모는 100억원이며 데브시스터즈에서 100& 지분을 보유하며 2015년 5월 11일 유상증자를 완료했다.
데브시스터즈는 자회사 데브시스터즈벤처스를 통해 투자뿐 아니라, 모바일 게임 사업 노하우와 인사이트를 전수하여 피투자사의 가치를 증대하고 시너지 효과의 창출을 기대한다.

## 매출액
(단위: 천 원) 데브시스터즈 사업보고서.
| 매출 유형 | 품목                           | 2014년(제 8기)                    | 2013년(제 7기)                   | 2012년(제 6기)              | 2011년(제 5기)              |
| --------- | ------------------------------ | --------------------------------- | -------------------------------- | --------------------------- | --------------------------- |
| 게임매출  | 모바일 게임(로열티, 광고 포함) | 내수 44,562,528 / 수출 23,645,384 | 내수 59,659,778 / 수출 1,446,417 | 내수 113,696 / 수출 692,892 | 내수 9,191 / 수출 1,007,603 |
| 상품매출  | 로열티 및 직접판매             | 내수 1,218,387 / 수출 69,804      | 내수 196,359                     | -                           | -                           |